# Пикет (автомобильная дорога)
Пике́т (от фр. piquet — кол) — точка разметки расстояния на автодорогах, как правило, с шагом 100 м. На местности обозначается столбиком (пикетным знаком) с цифровым обозначением на обочине дороги. В документации обычно обозначается сокращённо — ПК.

## Описание
В соответствии с ГОСТ 32869-2014 под пикетом понимается отрезок автодороги между смежными пикетными знаками; причём на пикетном знаке с одной стороны наносится номер окончившегося перед знаком пикета, с противоположной — номер начинающегося за знаком пикета. Координаты произвольной точки трассы записываются в форме «ПК 12+35,738», где 12 — номер пикета (число сотен метров), а 35,738 — расстояние от пикета до выбранной точки (в этом примере — 35 м 73 см 8 мм) В тоннелях на границе пикетных участков с правой стороны по направлению движения устанавливаются пикетные знаки.
Вместе с километровым знаком, пикет позволяет указывать место на трассе с точностью, достаточной для многих практических применений, например, для указания места замеченной неисправности сооружений автодороги или ДТП. Указание на место выражается формулой: «228 км ПК8», что указывает на окрестность места, находящегося в 700—800 метрах от километрового знака 228/229 в направлении увеличения расстояния в километрах.
то есть до 229 остаток 300–200 метров

## Шаг пикетов
Учитывая традиционный шаг пикетов в 100 метров, один километр пути вмещает, обычно, 10 пикетов. Пикеты нумеруются, начиная от километрового знака, арабскими цифрами последовательно, начиная с 1, увеличивающимися в направлении следующего километрового знака, таким образом пикеты имеют цифровые обозначения от 1 до 9, а в некоторых случаях от 0 до 10, соответственно, километр может разбиваться и на различное число пикетов, отличное от 10.